# MATLAB
MATLAB  je programski jezik visoke razine i interaktivna je okolina za numeričko i matrično računanje, te za vizualizaciju i programiranje. Naziv je nastao kao kratica od engleskih riječi MATrix LABoratory. Prva verzija MATLAB-a napisana je krajem 1970. godine na sveučilištima Novog Meksika i Stanforda. Pomoću MATLAB-a mogu se analizirati podatci, izraditi algoritmi te stvoriti modeli i aplikacije. Jezik, alati i matematičke funkcije omogućuju brži rad nego s tablicama ili tradicionalnim programskim jezicima, kao što su C/C++ ili Java.  MATLAB se može koristiti za niz aplikacija, uključujući obradu signala i komunikacija, obradu sustava kontrole, ispitivanja i mjerenja, računalnih financija i računalne biologije. 

## Povijest
Cleve Moler, šef odjela računalnih znanosti na Sveučilištu u Novom Meksiku, razvijao je MATLAB kasnih 1970-ih godina. MATLAB je osmišljen kako bi osigurao svojim studentima pristup LINPACK-u i EISPACK-u da bi naučili Fortran. MATLAB se, ubrzo, proširio na druga sveučilišta i pronašao snažnu podršku unutar zajednice koja je izučavala primijenjenu matematiku. Jack Little prepoznajući komercijalni potencijal pridružio se Cleveu Moleru i Steveu Bangertu. Oni ponovo pišu MATLAB u C-u i nastavljaju njegov razvitak. Ove ponovo napisane biblioteke su bile poznate kao JACKPAC. MATLAB je ponovo napisan 2000. godine te može koristiti noviji skup biblioteka za matrične manipulacije - LAPACK. 
MATLAB su prvo usvojili istraživači i praktičari u kontrolnom inženjeringu, ali se brzo proširio na mnoge druge domene. On se sada koristi u obrazovanju, posebice u nastavi linearne algebre i numeričke analize, ali je i popularan među znanstvenicima koji su uključeni u obradu slike. 

## Vanjske poveznice
- Mathworks  Arhivirana inačica izvorne stranice od 5. svibnja 2021. (Wayback Machine)
- Octave
- Scilab